# Onderdoorgang Hercules Seghersstraat

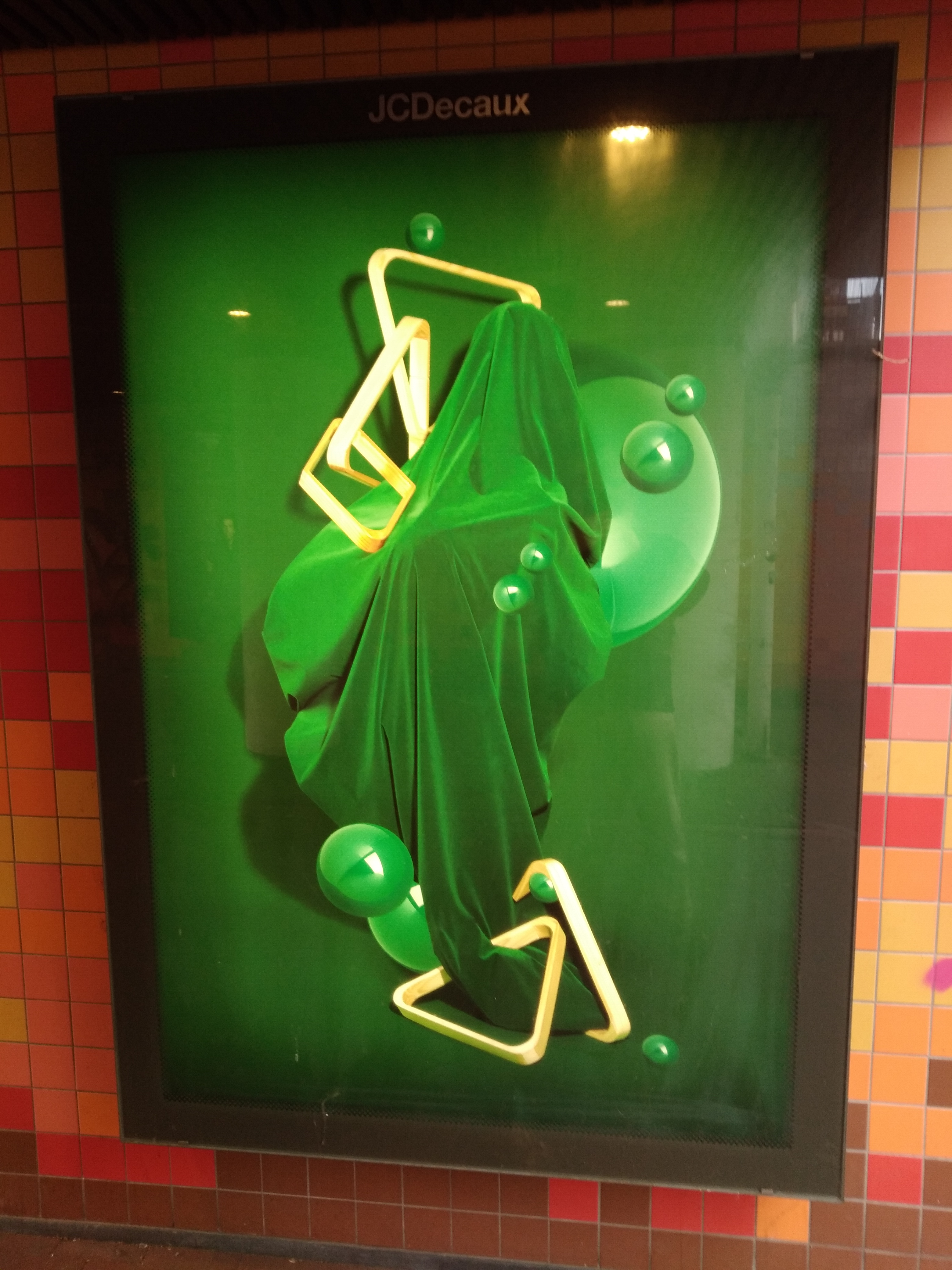
Een van de kunstwerken van Wyne Veen en Tessa Posthuma de Boer in een Mupi (december 2020)

Onderdoorgang Hercules Seghersstraat is een poortgebouw in Amsterdam-Zuid, De Pijp.

## Gebouw
Het terrein Albert Cuypstraat 24-26 werd rond 1893 volgebouwd met twee portiekwoningen in de neorenaissancestijl van eind 19e eeuw (de architect is vooralsnog onbekend). Het bijzondere aan de twee gebouwen is dat de voorgevel enkele meters korter is dan de achtergevel. De oostelijke muur heeft een rechte hoek met de voorgevel; de westelijke muur een stompe hoek. Hiermee zorgde de architect ervoor dat het gebouw aansloot bij de twee buurpanden; de Albert Cuypstraat heeft hier een knik in de gevelwand. Het gebouw kent vijf bouwlagen: een begane grond met bedrijfsruimten, drie etages bovenwoningen en een zolderetage. Om de bovenetages te kunnen bereiken projecteerde de architect een centraal gelegen trappenhuis, dat weer scheef geprojecteerd is tussen de beide muren. Toegang tot het complex bestaat uit een soort poort.
In de jaren zeventig/tachtig vond er in De Pijp een rigoureuze sanering plaats. Achter genoemd gebouw bevonden zich krotwoningen aan de Govert Flinckstraat en de Melkfabriek Holland, die afgebroken werden. Aan de Govert Flinckstraat kwam nieuwbouw; (een deel van) het terrein van de melkfabriek bleef een open ruimte. Op het terrein daarvan kwam een voet- en fietspad ter verbetering van de verbinding tussen Ceintuurbaan en de Frans Halsstraat. Om dat mogelijk te maken werden de bedrijfsgedeelten van Albert Cuypstraat 24-26 opgeofferd aan doorgangen; het centrale trappenhuis met poort bleef staan. 

## Kunstwerk
Bij een nieuwe vernieuwingsslag van 2008 tot 2015 bleek dat de dubbele "fietstunnel" als onveilig werd ervaren. De onderdoorgang nummer 26 werd weer in gebruik genomen als bedrijfseenheid. De onderdoorgang onder 24 bleef open. Architectenbureau Hans van Heeswijk maakte samen met Ymere en lichtontwerpers.nl een lichtere onderdoorgang waarbij de zijwanden betegeld werden. Dit tegelwerk werd aangevuld met vijftien Mupi’s waarin op reclame gelijkende posters zijn opgehangen. De posters verwijzen echter naar beroepen die in De Pijp uitgeoefend werden en worden (van bakker tot prostituée). Wyne Veen ontwierp ze en Tessa Posthuma de Boer (dochter van fotograaf Eddy Posthuma de Boer) fotografeerde ze. Het geheel werd afgerond met een plaquette. Direct ten zuiden van deze doorgang staat een titelloos kunstwerk van Tom Postma; de melkfles verwijst nog naar de fabriek.
Opdracht kwam van Stadsdeel Zuid.